# Llanura subtropical
Llanura subtropical es como se identifica a una región de Argentina. La región de la llanura subtropical está conformada por dos subregiones, la denominada llanura chaqueña que se encuentra en el sector norte de Argentina y la denominada de los esteros correntinos, que se encuentra al oriente de la primera.
La llanura chaqueña está conformada por varias zonas, que se denominanan Chaco alto, Chaco deprimido y Chaco bajo. El Chaco alto se encuentra en el extremo oeste y comprende el límite con las sierras subandinas y las sierras pampeanas, con suelos de limos y arenas gruesas. El Chaco deprimido, por su parte se encuentra en la zona central de la llanura subtropical y se caracteriza por las grandes extensiones de bañados y esteros que contiene. Finalmente el Chaco bajo, se encuentra al este de los ríos Paraguay y Paraná, y son terrenos bajos inundables con suelo de arcilla, y presencia de bañados. 
Por su parte los esteros correntinos, es un tipo de terreno bajo, con aporte sedimentario de los ríos de la región (Paraná), que conforman muy extensos esteros tales como los de Iberá y los esteros de Batel.